# Harry Crosby (executivo)
Harry Lillis Crosby III (Los Angeles, 8 de agosto de 1958), mais conhecido como Harry Crosby, é um banqueiro de investimento, músico e ex-ator de cinema e televisão norte-americano.

## Família e educação
Crosby nasceu em Los Angeles, Califórnia, no hospital Queen of Angels, nas proximidades de Hollywood. É o quinto filho do ator e cantor Bing Crosby, o mais velho do segundo casamento de Bing com a atriz Kathryn Crosby. Harry é o irmão mais velho de Mary e Nathaniel Crosby; o meio-irmão mais novo de Gary, Dennis, Phillip e Lindsay Crosby; meio-tio de Denise Crosby; e sobrinho de Larry e Bob Crosby. Formou-se em belas artes (MFA) pela London Academy of Music and Dramatic Art e recebeu um diploma de pós-graduação em administração de empresas (MBA) pela Universidade Fordham. É casado com Mihaela Skobe, pesquisadora do câncer na Icahn School of Medicine do Hospital Mount Sinai. Eles têm dois filhos e residem em Nova Iorque.

## Carreira

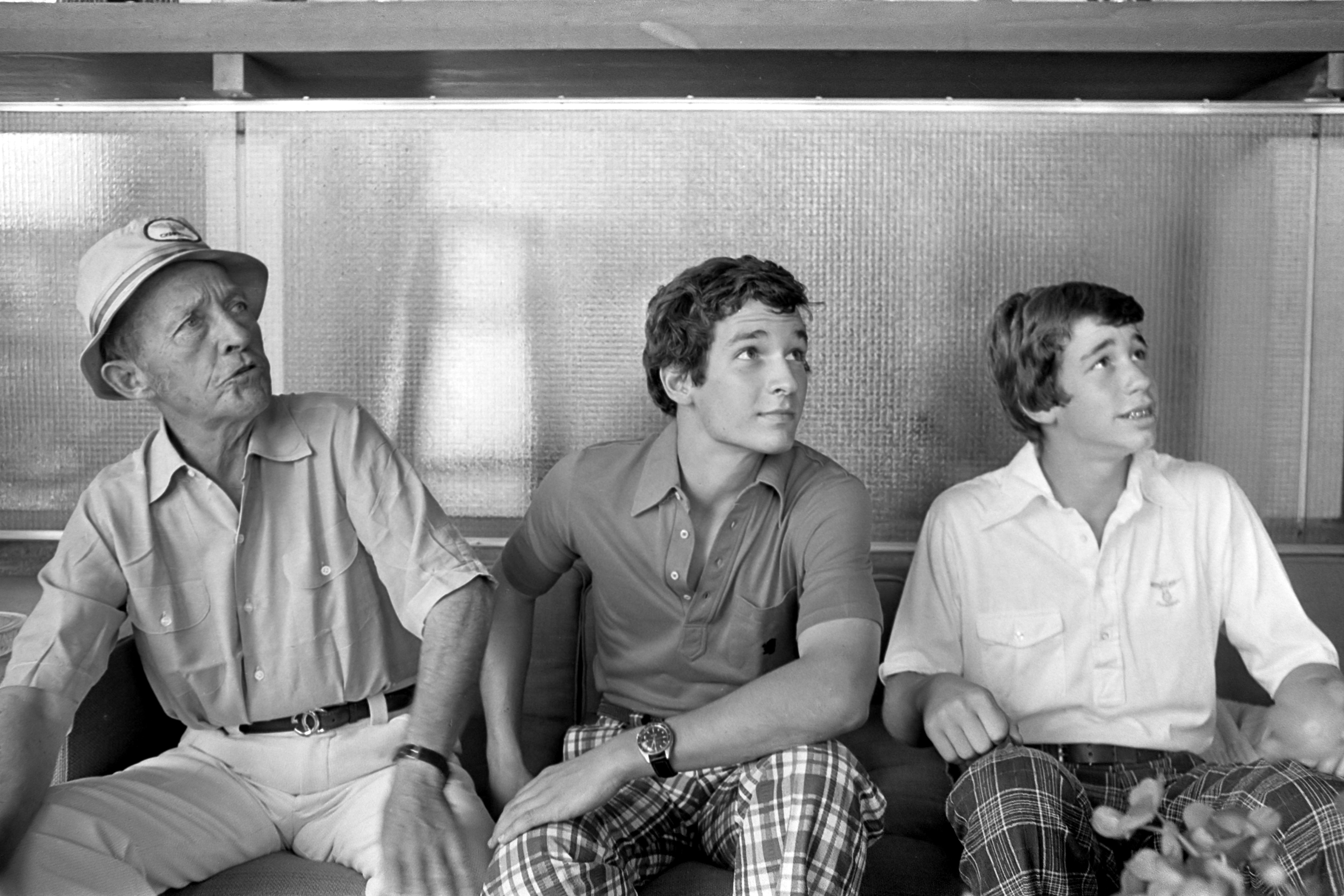
Harry (ao centro), seu pai Bing Crosby e seu irmão Nathan em 1975.

### Cinema e televisão
Antes de seguir carreira no setor dos negócios e das finanças, Crosby ganhou experiência na indústria do entretenimento desde muito jovem. Crescido em uma família de artistas musicais, tornou-se guitarrista e começou a se apresentar com o pai e a família em vários especiais televisivos de Natal ao longo da década de 1970 e no London London Palladium em 1976 e 1977. Ele trabalhou brevemente como ator, interpretando um dos personagens principais no filme de terror Friday the 13th (1980), além de ter aparecido no telefilme The Private History of a Campaign That Failed e em alguns outros programas de televisão.

### Investimento financeiro e capital privado
Crosby tem mais de três décadas de experiência em banco de investimento e gerenciamento de uma variedade de relacionamentos de capital privado. Ele começou sua carreira no Lehman Brothers e por mais de vinte anos atendeu a comunidade de patrocinadores financeiros como banqueiro de investimento. Em 1993, tornou-se diretor administrativo do Credit Suisse Financial Sponsors Group, onde estabeleceu relacionamentos importantes. Entre 2000 e 2005, ele atuou como diretor administrativo do Grupo de Patrocinadores Financeiros da América do Norte na Merrill Lynch, onde administrou clientes como Kohlberg Kravis Roberts e assessorou transações financeiras nos setores de consumo, mídia, produtos para construção civil, produtos químicos e de serviços de saúde.
Entre 2005 e 2012, foi sócio geral da Snow Phipps, uma empresa de capital privado especializada em aquisições alavancadas, acumulações de capital, recapitalizações, reestruturação e investimentos de capital de crescimento, de pequenas e médias empresas. Ele esteve envolvido na venda da Excel Mining Systems para a transnacional Orica por aproximadamente 670 milhões de dólares. Em 2012, tornou-se consultor sênior da Cranemere, uma empresa de médio porte de capital privado localizada em Nova Iorque. Crosby também atuou em outros conselhos corporativos, incluindo o da Excel Mining Systems. Em 2019, ele ingressou na filial norte-americana da Trilantic Capital Management, empresa global de capital privado focada em controle de investimentos na América do Norte e Europa Ocidental.

## Filantropia
Crosby atuou em conselhos filantrópicos, entre os quais a Monterey Peninsula Foundation, uma organização de caridade que financia educação, saúde, serviços sociais, artes, projetos ambientais e comunitários. Por ter formação como músico, ele também é arrecadador de fundos e membro do conselho do Jazz at Lincoln Center, uma importante instituição de artes cênicas estruturada como uma organização sem fins lucrativos e sediada no Time Warner Center em Manhattan, Nova Iorque. Ele trabalhou ao lado de artistas como Wynton Marsalis, trompetista de jazz e diretor artístico do Jazz at Lincoln Center.

## Filmografia

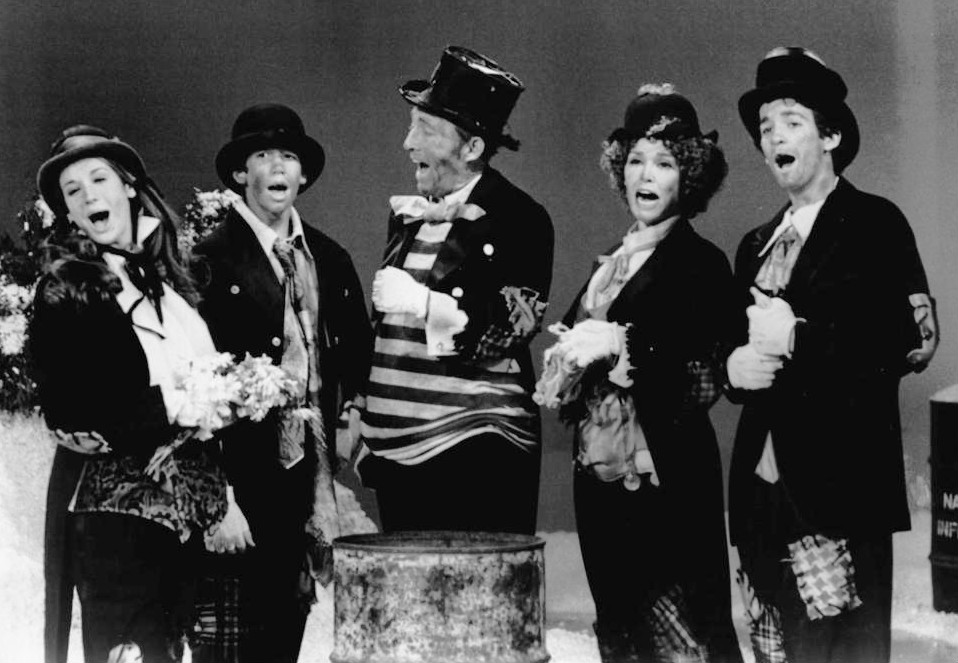
Harry e parte da família Crosby em esquete televisivo de um especial de Natal em 1974. Da esquerda para a direita: Mary Frances, Nathaniel, Bing, Kathryn e Harry.

### Cinema
| Ano  | Título                                                 | Papel             | Notas                 | Ref.          |
| ---- | ------------------------------------------------------ | ----------------- | --------------------- | ------------- |
| 1980 | Friday the 13th                                        | Bill              |                       | [ 21 ]        |
| 1989 | Hollow Venus: Diary of a Go-Go Dancer                  | Roqueiro atraente | Docudrama             | [ 22 ] [ 23 ] |
| 1991 | The Magic of Bing Crosby, Part 1                       | Ele mesmo         | Documentário          | [ 24 ]        |
| 1998 | A Bing Crosby Christmas                                | Ele mesmo         | Documentário em vídeo | [ 25 ]        |
| 2006 | Going to Pieces: The Rise and Fall of the Slasher Film | Ele mesmo         | Documentário          | [ 26 ]        |

### Televisão
| Ano  | Título                                        | Papel                                       | Notas                                | Ref.          |
| ---- | --------------------------------------------- | ------------------------------------------- | ------------------------------------ | ------------- |
| 1970 | Bing Crosby's Christmas Show                  | Convidado                                   | Especial                             | [ 11 ]        |
| 1971 | Bing Crosby and the Sounds of Christmas       | Convidado                                   | Especial                             | [ 11 ]        |
| 1972 | Christmas with the Bing Crosbys               | Convidado                                   | Especial                             | [ 11 ]        |
| 1973 | Bing Crosby's Sun Valley Christmas Show       | Convidado                                   | Especial                             | [ 11 ]        |
| 1974 | Christmas with the Bing Crosby's              | Convidado                                   | Especial                             | [ 11 ]        |
| 1975 | Merry Christmas, Fred, from the Crosby's      | Convidado                                   | Especial com Fred Astaire            | [ 11 ]        |
| 1975 | The Mike Douglas Show                         | Ele mesmo (creditado como Harry Crosby Jr.) | Episódio #60 (14.ª temporada)        | [ 27 ]        |
| 1976 | Bing Crosby's White Christmas                 | Participante na tela                        | Especial                             | [ 28 ]        |
| 1977 | Bing! A 50th Anniversary Gala                 | Convidado                                   | Especial                             | [ 11 ]        |
| 1977 | Bing Crosby's Merrie Olde Christmas           | Participante na tela                        | Especial                             | [ 29 ]        |
| 1978 | Bing Crosby: The Christmas Years              | Convidado                                   | Especial                             | [ 30 ]        |
| 1980 | Riding for the Pony Express                   | Albie Foreman                               | Piloto televisivo                    | [ 31 ]        |
| 1981 | The Private History of a Campaign That Failed | Cabo Ed Stevens                             | Telefilme                            | [ 32 ] [ 33 ] |
| 1984 | Double Trouble                                | Steven                                      | Episódio: "Heartache"                | [ 34 ]        |
| 1985 | Double Trouble                                | Steven                                      | Episódio: "Memories"                 | [ 35 ]        |
| 2014 | American Masters                              | Ele mesmo                                   | Episódio: "Bing Crosby Rediscovered" | [ 36 ]        |